# Island Heights
Island Heights es un borough ubicado en el condado de Ocean en el estado estadounidense de Nueva Jersey. En el año 2010 tenía una población de 1,673 habitantes y una densidad poblacional de 727 personas por km².

## Geografía
Island Heights se encuentra ubicado en las coordenadas 39°56′32″N 74°08′57″O / 39.94222, -74.14917.

## Demografía
Según la Oficina del Censo en 2000 los ingresos medios por hogar en la localidad eran de $61,125 y los ingresos medios por familia eran $72,596. Los hombres tenían unos ingresos medios de $47,500 frente a los $38,375 para las mujeres. La renta per cápita para la localidad era de $26,975. Alrededor del 4.1% de la población estaba por debajo del umbral de pobreza.